# Lake Amadeus
Der Lake Amadeus ist ein Salzsee in der südwestlichen Region des australischen Northern Territory, der 275 Kilometer südwestlich von Alice Springs liegt. Der See befindet sich nördlich des Uluru-Kata-Tjuta-Nationalpark (Uluru, Kata Tjuta, Mount Conner) im Amadeus-Becken, einem ca. 170.000 Quadratkilometer großen Sedimentbecken.

## Geschichte

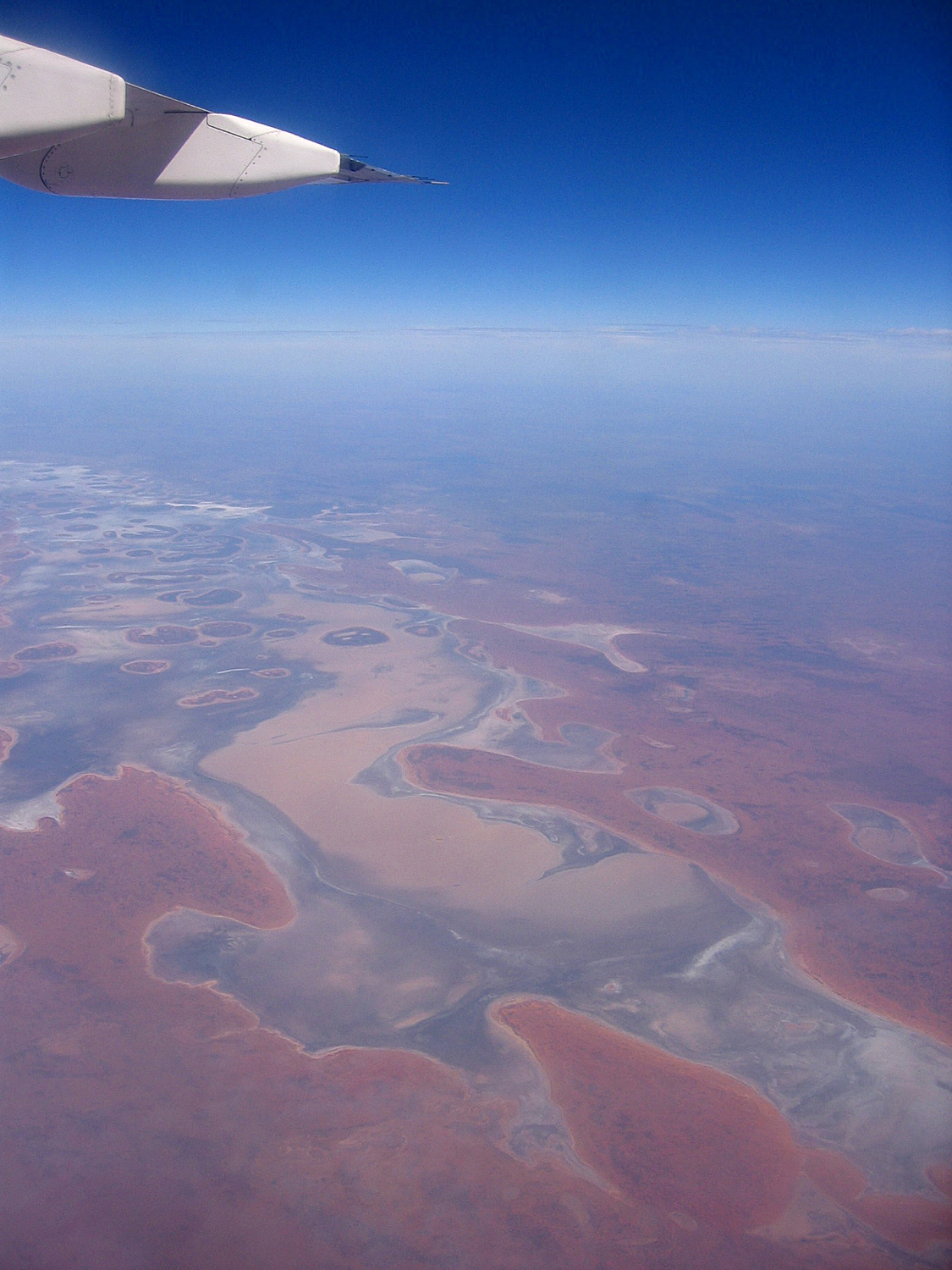
Luftaufnahme im Hochsommer

Als erster Europäer stieß der britisch-australische Forscher Ernest Giles im Jahr 1872 während einer seiner Expeditionen in das Innere Australiens auf den Salzsee. Er plante, ihn nach Baron Ferdinand von Mueller zu benennen, in dessen Schuld er stand. Der jedoch drängte Giles, den See nach dem spanischen König Amadeus zu benennen, dem er selbst wiederum verpflichtet war.

## Landschaft
Der Lake Amadeus ist Teil einer Reihe von Salzseen, die sich über 500 Kilometer von Lake Hopkins bis zum Finke River erstrecken. Das Gebiet um den See ist ein bedeutendes Trinkwasservorkommen mit zahlreichen Quellen. Der See ist von weiteren kleinen Salzseen umgeben und erreicht bei hohem Wasserstand eine Ausdehnung von rund 160 Kilometer Länge und etwa 30 Kilometer Breite, trocknet aber klimabedingt mitunter fast vollständig aus und bildet Salzkrusten. Der Lake Amadeus und die ihn umgebenden Seen befinden sich im Besitz der drei Aborigines gehörenden Landwirtschaftsgesellschaften Petermann, Katiti und Haasts Bluff. Ein kleines Gebiet am westlichen Ende des Sees wird von der Curtin-Springs-Farm landwirtschaftlich genutzt.
In den Jahren von 1997 bis 2005 wurde das Gebiet von Buschfeuern heimgesucht, die 93 Prozent der Flächen um den See verbrannten. In diesem Gebiet leben zahlreiche Kamele, die dort Wasser und geeignetes Futter finden. Sie bedrohen den Bestand der Wüstenpflanze Quandong, einer Unterart der Santalum acuminatum, die von Oktober bis Februar süße Früchte trägt.